# RKSV Leonidas
RKSV Leonidas (Rooms-Katholieke Sport Vereniging Leonidas) was een amateurvoetbalvereniging uit de deelgemeente Hillegersberg-Schiebroek in Rotterdam.

## Algemeen
De voetbalvereniging werd opgericht op 30 oktober 1909, als voortzetting van een in 1892 opgerichte vereniging. Aanvankelijk was de vereniging alleen actief in het zondagvoetbal, maar sinds 1984 was er tevens een zaterdagafdeling actief.
De vereniging bestond in het seizoen 2019/20 uit zeven seniorenelftallen op de zondag en vijf seniorenelftallen op de zaterdag. Daarnaast waren er 20 jeugdelftallen jeugdelftallen en vier zaalvoetbalteams. Het standaardzondagelftal werd voor het seizoen 2020/21 teruggetrokken uit in de Hoofdklasse, het standaardzaterdagelftal speelde in de Derde klasse van het KNVB-district West-II.
In 2010 promoveerde het eerste zondagelftal na twaalf seizoenen in de Eerste klasse te hebben gespeeld - via de uitgebreidere nacompetitie in verband met de invoering van de Topklasse voor het seizoen 2010/11 - naar de Hoofdklasse. Na het klassekampioenschap in 2013 in de zondagse Hoofdklasse kwam het eerste elftal vanaf het seizoen 2013/14 uit in de Topklasse, het hoogste amateurniveau. Na twee seizoenen degradeerden ze terug naar de Hoofdklasse. In het seizoen hierop degradeerden het naar de Eerste klasse, waaruit ze in het seizoen 2016/17 meteen, via het klassekampioenschap in 1B, terug promoveerden naar de Hoofdklasse en waaruit het meteen na een seizoen weer degradeerde.
In het seizoen 2011/12 wist Leonidas als eerste Rotterdamse club de landelijke KNVB Beker voor amateurs te winnen.
Het complex van RKSV Leonidas bevindt zich in de Rotterdamse wijk Schiebroek aan het Erasmuspad. Het complex beschikt over drie grasvelden die van de gemeente Rotterdam worden gepacht.
Leonidas, ingeklemd tussen Schiebroek en het Oude Noorden, speelde een belangrijke rol in de wijk, met name voor de jeugd. Zo was de club ook een integratievoorbeeld, waar kinderen en volwassenen met uiteenlopende nationaliteiten in goede harmonie samenspeelden.
Einde, doorstart en splitsing
In augustus 2020 verschenen er publicaties waarin werd vermeld (op voorspraak van bestuursleden Geert Hof en Bart Kreft) dat de club werd opgeheven, dit naar aanleiding van dat de club de laatste jaren in financiële en organisatorische problemen was geraakt. Zo konden ze onvoldoende vrijwilligers mobiliseren, liepen financiële inkomsten terug en was er een schuld van € 100.000,00. Met het Schiedamse SVV was de club nog in gesprek over een fusie, maar deze werd afgekeurd tijdens een Algemene Ledenvergadering van de Schiedamse club. Met enkele elftallen van de zaterdagafdeling werd een doorstart gemaakt. In april 2021 splitste de jeugdafdeling zich af en gingen verder als FC Banlieue.

## Erelijst
| Competities            |     |                                                                 |
| Hoofdklasse            | 1   | Zondag: 2013                                                    |
| Eerste Klasse          | 1   | Zondag: 2017                                                    |
| Tweede Klasse          | 1   | Zaterdag: 2012 Zondag: 1998                                     |
| Derde Klasse           | 2 6 | Zaterdag: 2008, 2010 Zondag: 1929, 1961, 1966, 1978, 1994, 2017 |
| Bekers                 |     |                                                                 |
| KNVB Beker (Amateurs)  | 1   | Zondag: 2012                                                    |
| Districtsbeker West II | 2   | Zondag: 1999, 2012                                              |

## Overzichtslijsten

### Zaterdag

#### Competitieresultaten 1997–2021
| 7 3C |

| 6 3D |

| 7 3C |

| 6 3D |

| 6 3D |

| 2 3D |

| 4 3B |

| 4 3B |

| 7 3B |

| 8 3B |

| 5 3C |

| 1 3B |

| 11 2D |

| 1 3B |

| 1 2D |

| 14 1B |

| 9 2D |

| 11 2D |

| 8 3C |

| 6 3D |

| 12 3C |

| 11 3C |

| 10 3C |

| -- 3C |

| -- 3C |

| Eerste klasse | Tweede klasse | Derde klasse |

### Zondag

#### Competitieresultaten 1912–2020
| 8 3A |

| 7 3A |

| 5 3A |

| 4 |

| 4 3A |

| 4 3A |

| 5 3B |

| 2 3C |

| 2 3B |

|  |

|  |

|  |

| 4 3B |

| 2 3B |

| 5 3B |

| 3 3D |

| 2 3D |

| 1 3B |

|  |

|  |

|  |

|  |

|  |

|  |

|  |

|  |

|  |

|  |

|  |

| 10 3D |

| 7 3D |

| 8 3E |

| 9 3E |

|  |

| 8 3D |

| 8 3C |

| 4 3F |

| 9 3B |

| 5 3D |

| 11 3D |

| 11 3B |

| 10 3B |

| 11 3D |

| 9 3D |

| 6 3C |

| 3 3D |

| 6 3C |

| 3 3C |

| 4 3C |

| 1 3B |

| 4 2A |

| 12 2A |

| 2 3C |

| 3 3B |

| 1 3C |

| 7 2A |

| 5 2B |

| 9 2A |

| 4 2A |

| 8 2B |

| 10 2A |

| 10 2B |

| 9 2B |

| 12 2B |

| 8 3B |

| 4 3D |

| 1 3D |

| 5 2B |

| 4 2B |

| 12 2B |

| 3 3D |

| 5 3D |

| 9 3B |

| 10 3D |

| 4 3C |

| 11 3D |

| 2 4G |

| 2 4E |

| 1 4E |

| 4 3C |

| 3 3D |

| 7 3C |

| 1 3D |

| 4 2B |

| 3 2B |

| 3 2D |

| 1 2D |

| 7 1B |

| 4 1B |

| 6 1B |

| 6 1B |

| 4 1B |

| 9 1B |

| 9 1B |

| 5 1B |

| 3 1B |

| 3 1B |

| 9 1B |

| 6 1B |

| 8 A |

| 2 A |

| 1 A |

| 7 |

| 15 |

| 14 A |

| 1 1B |

| 4 A |

| 13 B |

| -- A |

| Topklasse | Hoofdklasse | Eerste klasse | Tweede klasse | Derde klasse | Vierde klasse | Noodcompetitie |

In elke staaf van de grafiek staat van boven naar beneden vermeld: 
- Eindnotering

Dit is de positie die de club heeft bereikt in de competitie, zonder eventuele beslissings-, play-off- of nacompetitiewedstrijden die nodig zijn geweest om bijvoorbeeld de kampioen van de competitie te bepalen.
Indien een * achter het getal staat is de notering een tussenstand en kan het zijn dat de notering niet overeenkomt met de uiteindelijke eindstand van de competitie.
Staat er een - dan is het seizoen nog bezig en is er geen definitieve uitslag bekend.
Staat er xx op de positie van de notering, dan heeft de club vroegtijdig de competitie verlaten. Dit kan onder andere komen door terugtrekking van het team, faillissement van de club of door een uitgedeelde straf van de KNVB. In veel gevallen staat elders in het artikel de reden vermeld.
Staat er een ? dan is het resultaat uit het verleden onbekend, en is alleen de competitie of het niveau bekend van dat seizoen.
In de seizoenen 2019/20 en 2020/21 werd wegens de coronacrisis het amateurvoetbal afgebroken. Daardoor kennen deze staven geen eindklassering (middels -- weergegeven).
- Competitieniveau en afdelingsletter of Officiële eindstand Eredivisie
  - Competitieniveau en afdelingsletter

Hierbij geeft het getal het niveau weer, dat ook terug te vinden is in de legenda. De letter is de afdelingsaanduiding en wordt gebruikt wanneer er meer afdelingen zijn op hetzelfde niveau. De afdelingsletter is altijd een hoofdletter en wordt meestal zonder nummer gebruikt.
Voorbeeld: 2F is niveau 2e klasse competitie F.
Het competitieniveau en nummer wordt niet vermeld wanneer er slechts één competitie van dit niveau was.
  - Officiële eindstand Eredivisie (getal staat tussen haakjes vermeld)

Sinds de introductie van play-offwedstrijden voor Europees voetbal na afloop van de reguliere competitie in 2005/06, is de KNVB verplicht een eindstand van de Eredivisie door te geven aan de UEFA aan de hand van deze play-offwedstrijden.
Bij deze eindstand staan clubs die zich hebben gekwalificeerd voor Europees voetbal hoger dan clubs die zich niet wisten te kwalificeren. Indien er geen verschil was tussen de eindnotering en de officiële eindstand, staat dit getal niet vermeld.

- Onderafdeling

Hier staat afgekort de naam van de onderafdeling indien de club in dat jaar in een onderafdeling uitkwam. Tevens staat deze afkorting in de legenda en wordt gelinkt naar het artikel over deze onderafdeling. Deze afkorting wordt alleen vermeld wanneer de club in het verleden in verschillende onderafdelingen heeft gespeeld. Deze vermelding is in de staaf altijd in kleine letters. Deze onderafdelingen zijn na het seizoen 1995/96 afgeschaft. Heeft de club in slechts één onderafdeling gespeeld, dan is dit alleen terug te vinden in de legenda.
Onder de staaf staat het jaartal vermeld waarin het seizoen is afgesloten. 15 verwijst naar het seizoen 2014/15 of eventueel het seizoen 1914/15.
Wanneer een staaf leeg is, zijn deze gegevens niet bekend. Het kan ook zijn dat de club dat seizoen niet heeft meegespeeld op het hogere amateurniveau, vroegtijdig de competitie heeft verlaten of uit de competitie is gezet.

In het seizoen 1944/45 was er wegens de Tweede Wereldoorlog geen regulier competitievoetbal.

## Bekende (oud-)spelers
- Junior Albertus
- Adnan Alisic
- Mawouna Amevor
- Zakaria Amrani
- Romano Bijl
- Fernando Derveld
- Steven Fernandes Pereira
- Giovano Gödeken
- Christian Gyan
- Issam Ahmar El Hank
- John Hoeks
- Abdenasser El Khayati
- Bram Panman

## Bekende (oud-)trainers
- Lou Benningshof
- Ron van den Berg